# Wolfgang Klausnitzer
Wolfgang Klausnitzer (* 8. Oktober 1950 in Bad Windsheim) ist ein deutscher Fundamentaltheologe.

## Leben
Klausnitzer studierte Theologie und Philosophie an der Universität Innsbruck und war zu Freisemestern am Institut catholique de Paris und in Oxford. Nachdem er 1976 in Bamberg zum Priester geweiht worden war, wurde er 1978 in Innsbruck mit der fundamentaltheologischen Dissertation Päpstliche Unfehlbarkeit bei Newman und Döllinger. Ein historisch-systematischer Vergleich zum Doktor der Theologie promoviert. Nach einem einjährigen Studienaufenthalt an der Sophia-Universität in Tokio im Jahr 1978/79 wurde er als Seelsorger in Schwarzenbach an der Saale, Rehau und Nürnberg eingesetzt und 1980 zwecks Absolvierung des Noviziats im Jesuitenorden freigestellt, das er nach dem ersten Jahr abbrach. 1981 kehrte er in den Dienst des Erzbistums Bamberg zurück und wurde Subregens im dortigen Priesterseminar, dem er 1989 bis 1994 als Regens vorstand. 1986 wurde er in Innsbruck habilitiert. Für seine Habilitationsschrift Das Papstamt im Disput zwischen Lutheranern und Katholiken. Schwerpunkte von der Reformation bis zur Gegenwart (1987) bekam Klausnitzer den Karl-Rahner-Preis. 1994 wurde er Professor für Fundamentaltheologie und Theologie der Ökumene an der Katholisch-Theologischen Fakultät der Otto-Friedrich-Universität Bamberg. 1996 wurde er Domkapitular und Ökumenereferent der Erzdiözese Bamberg. Von 2010 bis 2011 war er Präsident des Rotaryclubs Bamberg-Domreiter.
Klausnitzer ist seit 1987 als Professor für Fundamentaltheologie an der Päpstlichen Philosophisch-Theologischen Hochschule Benedikt XVI. Heiligenkreuz tätig, wo er 2007 unbefristet zum Gastprofessor und Leiter des Instituts für Dogmatik und Fundamentaltheologie wurde. Vom 1. Oktober 2007 bis zu seiner Emeritierung zum 1. April 2016 war Klausnitzer zudem Lehrstuhlinhaber im Fach Fundamentaltheologie und vergleichende Religionswissenschaft an der katholisch-theologischen Fakultät der Universität Würzburg. Von 2019 bis zu seiner Ernennung im Januar 2023 als Rektor engagierte er sich zudem als Forschungsdekan in Heiligenkreuz.
2023 wurde Klausnitzer nach seiner Emeritierung in Deutschland, mit 72 Jahren, zum Rektor der Hochschule Heiligenkreuz ernannt. Sein Vorgänger im Amt, P. Wolfgang Buchmüller, wurde nach einer vierjährigen Amtszeit, in der eine außerordentliche kanonische Visitation der Hochschule stattgefunden hatte, nicht verlängert. Klausnitzer ist somit der erste Nichtzisterzienser, der mit der Leitung der Hochschule betraut wurde.

## Veröffentlichungen (Auswahl)
- Papstliche Unfehlbarkeit bei Newman und Döllinger. Ein historisch-systematischer Vergleich. Tyrolia-Verl., Innsbruck, Wien, München 1980, ISBN 3-7022-1354-6.
- Das Papstamt im Disput zwischen Lutheranern und Katholiken. Schwerpunkte von der Reformation bis zur Gegenwart. Zugl.: Innsbruck, Univ., Habil.-Schr., 1985–1986 u.d.T.: Klausnitzer, Wolfgang: Primat und Unfehlbarkeit des Papstes im Disput zwischen Katholiken und Lutheranern. Tyrolia-Verl., Innsbruck 1987, ISBN 3-7022-1639-1.
- Jesus von Nazaret. Lehrer, Messias, Gottessohn. Pustet, Regensburg 2001, ISBN 3-7867-8381-0.
- Der Primat des Bischofs von Rom. Entwicklung, Dogma, ökumenische Zukunft. Herder, Freiburg 2004, ISBN 3-451-28513-4.
- „Wir haben wahrlich nicht Freude an Uneinigkeit …“. Gesammelte Aufsätze zur Situation der Ökumene. Verlag Traugott Bautz, Nordhausen 2005, ISBN 978-3-88309-312-3.
- Jesus und Muhammad. Ihr Leben, ihre Botschaft ; eine Gegenüberstellung. Herder, Freiburg im Breisgau 2007, ISBN 978-3-451-29669-7.
- Kirche, Kirchen und Ökumene. Lehrbuch der Fundamentaltheologie für Studierende, Religionslehrer und Religionslehrerinnen. Pustet, Regensburg 2010, ISBN 978-3-7917-2251-1.